# Ptilochaeta
Ptilochaeta é um género botânico pertencente à família Malpighiaceae.

## Espécies
- Ptilochaeta bahiensis Turcz.
- Ptilochaeta densiflora Nied.
- Ptilochaeta diodon Nees
- Ptilochaeta elegans
- Ptilochaeta glabra Nied.
- Ptilochaeta nudipes Griseb.